# Demografische Grundgleichung
Die demografische Grundgleichung ist eine Gleichung zur Berechnung der Bevölkerungsveränderungen in einem Gebiet:
{\displaystyle P_{2}=P_{1}+B-D+Z-A}.
Dabei ist {\displaystyle P_{2}} die Bevölkerungszahl zum Zeitpunkt 2, {\displaystyle P_{1}} die Bevölkerungszahl zum Zeitpunkt 1, {\displaystyle B} die Anzahl der Geburten zwischen den Zeitpunkten 1 und 2, {\displaystyle D} die Anzahl der Todesfälle zwischen den Zeitpunkten 1 und 2, {\displaystyle Z} die Anzahl der Zu- und {\displaystyle A} die Anzahl der Ausgewanderten in diesem Zeitraum.